# Tiratgarh Falls
Tiratgarh Falls är ett vattenfall i Indien.   Det ligger i delstaten Chhattisgarh, i den centrala delen av landet, 1 200 km söder om huvudstaden New Delhi. Tiratgarh Falls ligger 578 meter över havet.
Terrängen runt Tiratgarh Falls är platt åt nordväst, men åt sydost är den kuperad. Runt Tiratgarh Falls är det ganska tätbefolkat, med 139 invånare per kvadratkilometer. I omgivningarna runt Tiratgarh Falls växer huvudsakligen savannskog.